# Prise accessoire des cétacés
La prise accessoire des cétacés désigne la prise accessoire d'espèces de cétacés, capturées ou pêchées de façon accidentelle ou involontaire par la pêche industrielle. Les espèces les plus touchées sont les dauphins et les marsouins, mais certaines baleines sont également concernées.
Cette tendance est en augmentation à l'image de la population humaine et de la modernisation de la pêche et de ses aires d'activités. Ces prises sont le plus souvent relâchées dans la mer, mourantes, mais il arrive qu'elles soient aussi gardées et destinées à servir de nourriture ou d'appât tant et si bien qu'elles peuvent alors d'involontaires, devenir volontaires...
La plupart des prises sont dues aux filets de pêche (filets maillants, chaluts, sennes, palangres, et surtout filets dérivants) dont la longueur est souvent illégale (supérieure à 2,5 km2) et aux hameçons (pêche à la traîne). Ils sont fatals à de nombreux odontocètes. Une étude estime que les prises accessoires représentent 653 365 mammifères marins, dont 307 753 cétacés et 345 611 pinnipèdes entre 1990–1994.
La pêche au thon est ainsi un grand pourvoyeur de prises accessoires car les dauphins chassent les harengs en compagnie des thons et sont pris alors dans les filets de pêche. Un agrément signé en 1999 par l'International Dolphin Conservation Program permit de réduire considérablement ces prises de 500 000 par an en 1970 à 100 000 par an en 1990 et de 3 000 par an en 1999 à 1 000 par an en 2006,.

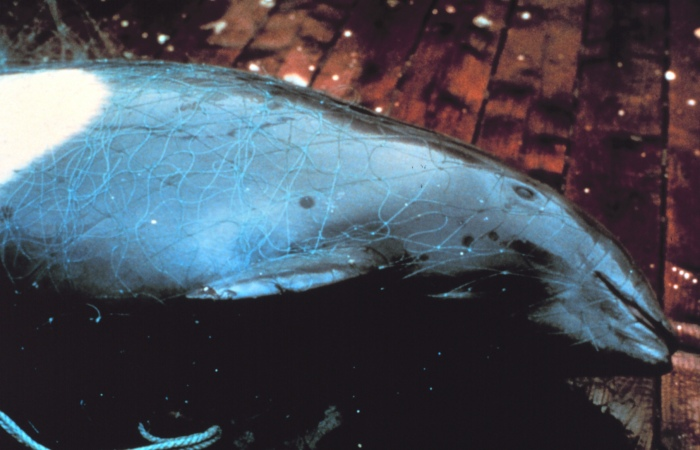
Un marsouin de Dall pris dans un filet.

## Cétacés en péril
Les cétacés les plus menacés sont :

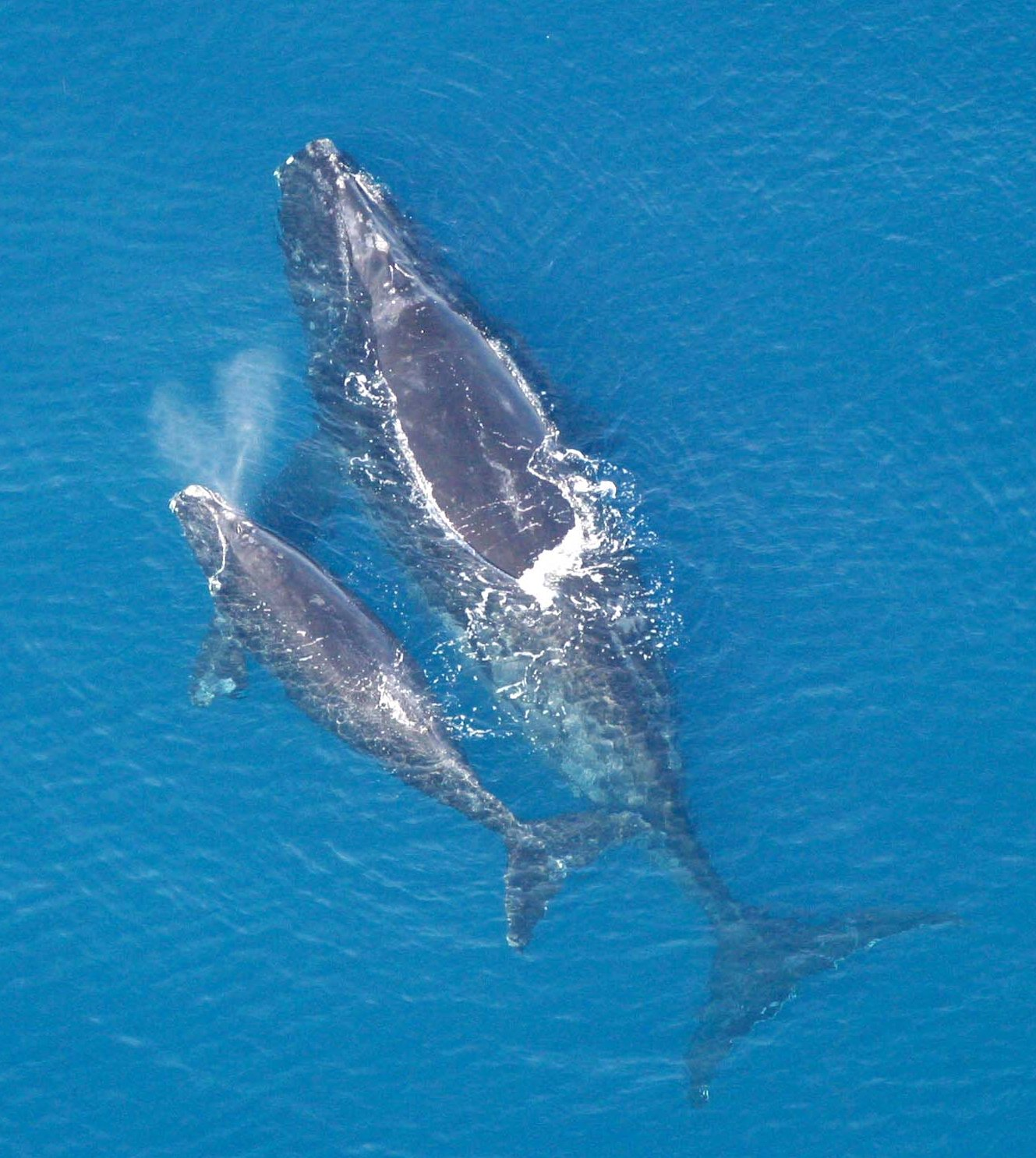
Baleines franches de l'Atlantique Nord.

- Les baleines (mysticètes) sont souvent prises dans des filets[2]. Les baleines à bosse et les baleines franches de l'Atlantique Nord peuvent emporter avec elles ces filets dérivants, ce qui leur cause des cicatrices profondes[8]. Des analyses montrent qu'environ 50 à 70 % des baleines à bosse (Megaptera novaeangliae) et baleines franches de l'Atlantique Nord (Eubalaena glacialis, dont seuls quelque 350 spécimens subsistent), fréquentant les côtes américaines ont été prises au moins une fois dans leur vie[2],[9]. Les baleines de Minke (Balaenoptera acutorostrata) sont aussi en péril.
- Le dauphin à bosse de l'Atlantique (Sousa teuszii) dont seules quelques centaines d'individus subsistent.
- Le dauphin à bosse du Pacifique (Sousa chinensis) et le grand dauphin de l'océan Indien (Tursiops aduncus) sont menacés par les filets maillants et dérivants mais aussi par la chasse. Il ne reste que quelques centaines d'individus selon certaines études photographiques.
- Le dauphin à long bec (Stenella longirostris) et le  dauphin de Fraser (Lagenodelphis hosei) sont également victimes de la pêche au thon aux Philippines notamment.
- Le dauphin de Commerson (Cephalorhynchus commersonii), dont la population est d'environ 21 000 individus, est exposé aux filets maillants[10].
- Le dauphin de la Plata (Pontoporia blainvillei) est l'espèce la plus menacée en Atlantique.
- Le dauphin d'Hector (Cephalorhynchus hectori), dont 7 500 individus subsistent, et le dauphin de Maui (Cephalorhynchus hectori maui), dont à peine une centaine subsistent, sont souvent pris en Nouvelle-Zélande.
- Le dauphin de l'Irrawaddy (Orcaella brevirostris) dont il ne reste qu'une centaine d'individus aux Philippines et autant dans le Mékong est lui aussi en péril.Chasse au dauphin en 1933.

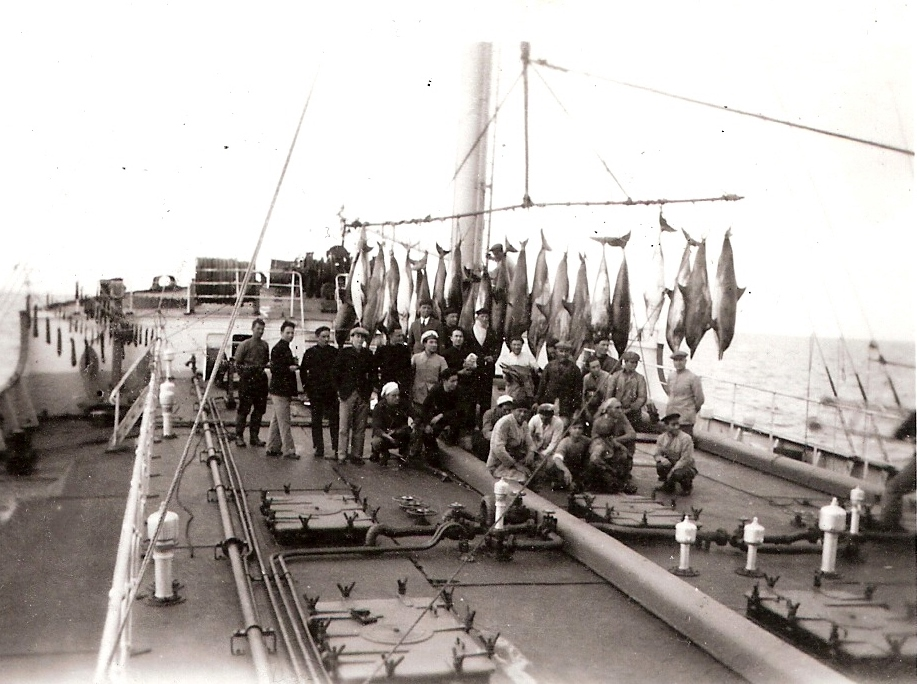
Chasse au dauphin en 1933.

- Le dauphin de Chine (Lipotes vexillifer) (quelques dizaines d'individus subsistants) et le marsouin aptère (Neophocaena phocaenoides asiaeorientalis) (quelques centaines d'individus recensés) sont presque éteints du fait également de la construction d'immenses barrages en Chine.
- Le marsouin commun (Phocoena phocoena) est lui aussi souvent pris au piège des filets maillants[11],[12],[13].
- Le marsouin de Burmeister (Phocoena spinipinnis) est l'un des cétacés les plus exposé aux prises accessoires au Pérou et au Chili.
- Le marsouin du Golfe de Californie(Phocoena sinus) est lui aussi très menacé et il n'en reste que 600 individus.

## Mesures conservatoires

### Répulsifs acoustiques

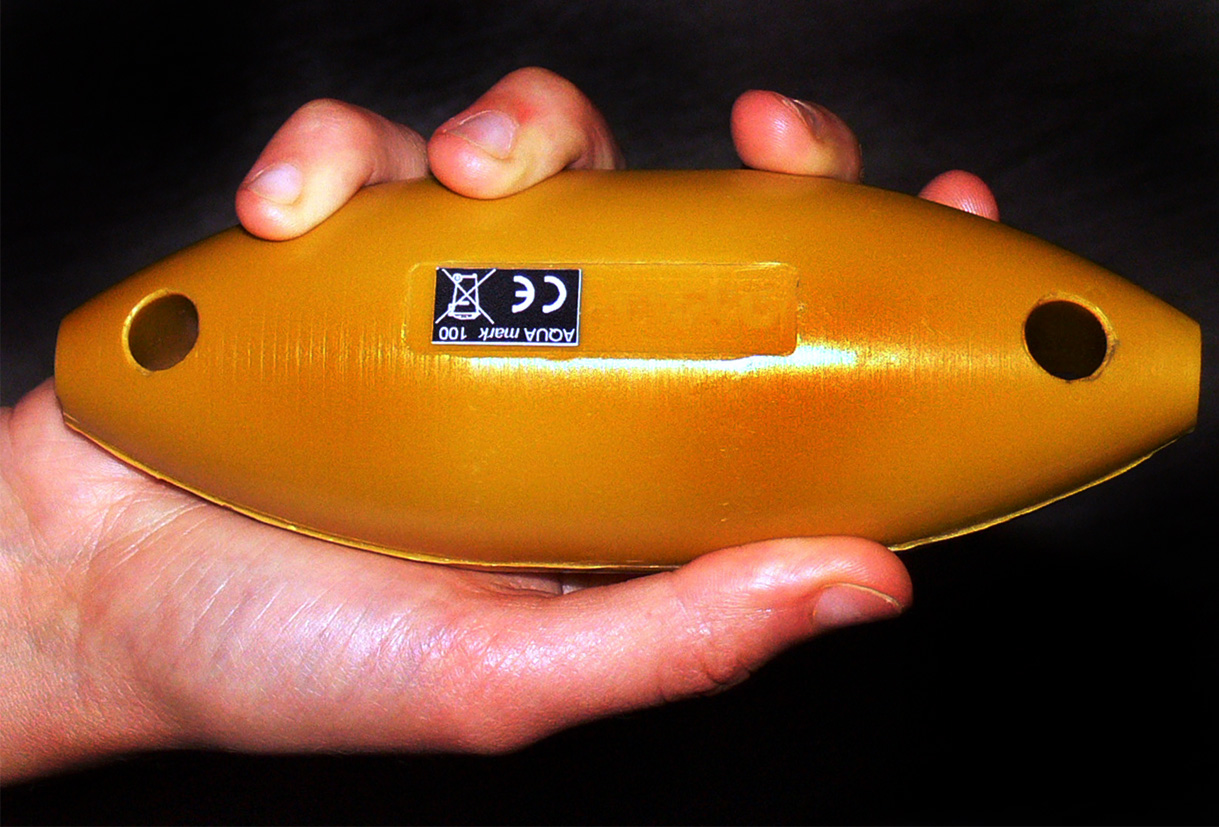
Pinger

L'usage de dispositif de harcèlement acoustique protégeant à la fois les cétacés et l'aquaculture a des avantages et des inconvénients.
Les pingers ont réduit le nombre des prises accessoires dans les filets maillants,; on note une réduction de 90 % des prises de marsouin commun en certaines zones,,. Des expériences sur les filets dérivants ont montré également des réductions de prises ; plus il y a de pingers sur les filets, moins il y a de prises.
Mais l'usage de ces dispositifs empêche aussi les cétacés de se rendre sur leurs habitats et territoires de chasse ou de reproduction le long des côtes. Par ailleurs certains cétacés sont très sensibles au bruit et malgré leur instinct migratoire ils sont obligés de se dérouter et de trouver de nouvelles zones d'habitat, de chasse ou de reproduction en promiscuité avec d'autres cétacés aussi chassés de leurs zones respectives. Or il y a risque d'extinction d'espèces quand il y a diminution à grande échelle de leurs zones de distribution.
Certains dispositifs trop puissants peut conduire à des lésions graves du cerveau des cétacés, de même que la pollution sonore du trafic maritime en augmentation perpétuelle.

### Sulfate de baryum

Groupe de dauphins de Fraser

Une nouvelle génération de filet maillant à base de sulfate de baryum réduit les prises du marsouin commun. Ces filets sont détectés de plus loin par l'écholocation des dauphins car le baryum en reflète davantage les signaux. Le baryum rend aussi les filets plus rigides, et donc plus visibles.

### Règlementation de pêche
Les règlementations et leurs contrôles manquent dans le monde de la pêche, notamment concernant les filets dérivants. Les efforts de conservation devraient se concentrer là où les prises sont importantes, mais il n'existe aucune organisation officielle permettant de mettre en place de telles mesures.

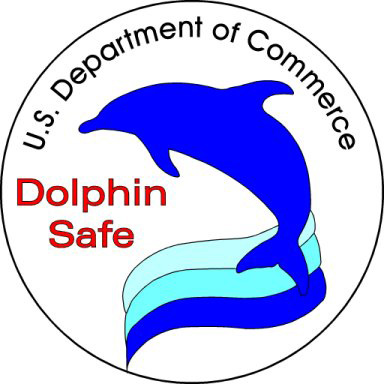
Logo de l'administration américaine pour la protection des dauphins

Aux États-Unis, le Marine Mammal Protection Act (traité de protection des mammifères marins) interdit l'usage et la vente des mammifères marins pêchés. D'autres pays ont adopté des mesures similaires.

### Fermeture provisoire
La fermeture provisoire de la pêche industrielle durant les courtes périodes de migration des cétacés suffirait à diminuer significativement les prises accessoires.

### Observateur à bord
La présence d'observateurs à bord des navires de pêche permettrait d'éviter les cétacés.

### Label
L'apposition de labels ou logos (dolphin safe ou dolphin friendly) assurant la sauvegarde des dauphins par l'usage de méthodes de pêche avancées et respectueuses de l'environnement permettrait de satisfaire l'exigence des consommateurs tout en rendant difficile l'écoulement de marchandises irrespectueuses.